# 雅典貨幣博物館

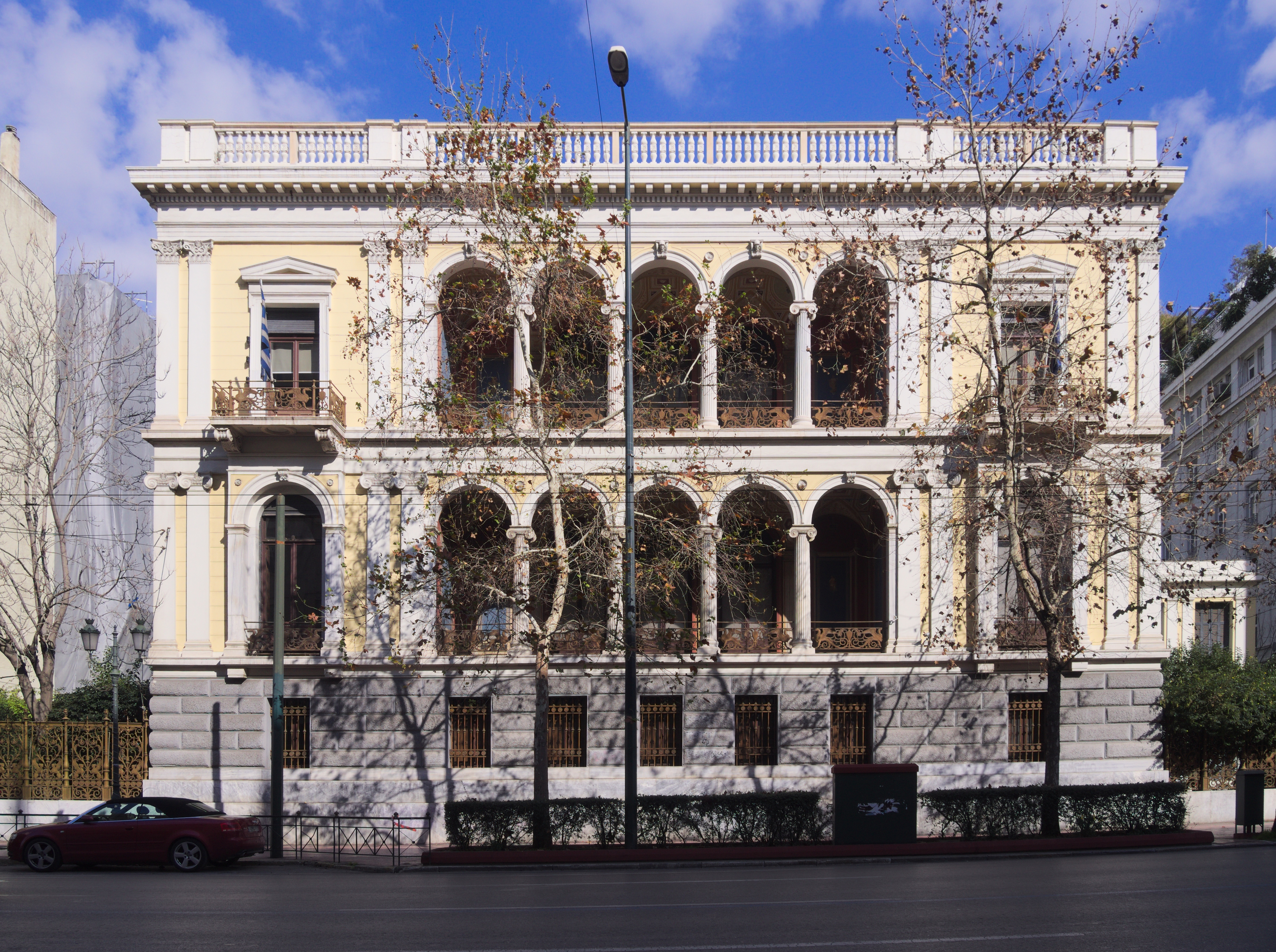

雅典貨幣博物館（希臘語：Νομισματικό Μουσείο）是希臘最重要的博物館之一，收藏有從古至今來自世界各地的过500000多件不同材质的錢幣收藏品。最古老的展品可以追溯到公元前14世纪。博物馆分两层。向参观者展示希腊货币史和相关专题以及少量艺术品和文物.

## 历史
現在的博物館是在1998年開始對外開放的。貨幣博物館的建築曾是著名考古學家海因里希·施利曼的住宅。出自名建築师Ernst Ziller之手，为典型的新古典主义建築。

## 外部連結
- Numismatic Museum official site
- Hellenic Ministry of Culture and Tourism （页面存档备份，存于）
- www.athensinfoguide.com （页面存档备份，存于）

Template:雅典地标